# Borja, Spanien
Borja är en ort och kommun i provinsen Zaragoza i den autonoma regionen Aragonien i nordöstra Spanien. Orten ligger cirka 58 kilometer nordväst om Zaragoza. Kommunen har 5 191 invånare (2024), på en yta av 107,23 km².
Borja blev uppmärksammat efter att fresken Ecce homo av Elías García Martínez, i kyrkan i närbelägna byn El Santuario de Misericordia, 2012 blev amatörmässigt renoverad.